# Relações entre Iraque e Polônia
As relações iraquiano-polonesas são as relações oficiais entre o Iraque e a Polônia. O Iraque tem uma embaixada realizada em Varsóvia e a Polônia tem uma embaixada em Bagdá. 

## História

### Década de 1940
Em 1942, durante a evacuação de civis poloneses da URSS na Segunda Guerra Mundial, alguns militares poloneses do general Władysław Anders foram evacuados para o Iraque, enquanto alguns civis poloneses foram para campos de refugiados no Irã.

### Década de 1980
Na década de 1980, a Polônia permaneceu neutra na Guerra Irã-Iraque.

### Década de 1990
Em agosto de 1990, após a invasão do Kuwait por Saddam Hussein, agentes de inteligência poloneses resgataram seis oficiais de inteligência dos EUA do Iraque (via Turquia). Na época, milhares de poloneses estavam no Iraque trabalhando em projetos de construção, o que lhes permitia evitar a detecção pela inteligência iraquiana. A assistência da Polônia aos EUA durante a Guerra do Golfo, revelada em 1995, levou a um estreitamento das relações EUA-Polônia.

### Guerra do Iraque
Em 2003, a Polônia participou da invasão do Iraque liderada pelos EUA em 2003, enviando inicialmente cerca de 200 forças especiais. Durante a Guerra do Iraque, a Polônia foi responsável pela zona polonesa no Iraque, entre Bagdá e Baçorá, uma das quatro zonas de ocupação no Iraque na época. Na Polônia, houve uma certa decepção com a sensação de que a Polônia não ganhou muito com a guerra: seus esforços para acabar com a exigência de visto para visitar os EUA foram rejeitados e seus militares se queixaram de não receber tanta assistência financeira quanto esperavam. Em 2006, mais de 10.500 soldados poloneses estavam no Iraque. No final de 2008, todas as 900 tropas polonesas remanescentes no Iraque foram retiradas, restando cerca de uma dúzia de conselheiros militares poloneses.

### Coligação anti-ISIS
Quando o Estado Islâmico do Iraque e o Levante ameaçou o Iraque em 2014, a Polônia forneceu ajuda humanitária ao Iraque, além de dar apoio político à Operação Resolução Inerente, mas hesitou por quase dois anos antes de ingressar na campanha militar anti-ISIS. em junho de 2016. A Polônia tem sido um membro ativo da coalizão anti-ISIS desde então.